# Jelchan Astanow
Jelchan Astanuly Astanow (kasachisch Елхан Астанұлы Астанов Elhan Astanūly Astanov; * 21. Mai 2000 in Schymkent) ist ein kasachischer Fußballspieler.

## Karriere

### Verein
Astanow spielte von 2017 bis 2019 in der Jugendverein von Ordabassy Schymkent. 2019 rückte er in die erste Mannschaft auf. Am 13. März 2023 wechselte Astanow zum FK Astana.

### Nationalmannschaft
Astanow debütierte 2020 für die 
kasachische U21-Nationalmannschaft. Am 28. März 2021 gab er sein Debüt in der A-Nationalmannschaft in einem WM-Qualifikationsspiel gegen 
Frankreich.